# کاظم اولیایی
سیّد محمد کاظم اولیایی (ولد في 1 يوليو 1951 في همدان) هو المدیر السابق في كرة القدم الإيرانية. وهو المدير السابق لنادي استقلال طهران لكرة القدم ولنادي باس همدان لكرة القدم ونادي برق طهران لكرة القدم. يعتبر اولیایی أحد من أنجح المدیرین لكرة القدم في السنوات الأخيرة ، حیث تمکن من جعل فريقي استقلال و التاج بطهران وصیفا للابطال و المرکز الثانی فی اندیات الاسیویه للمره الثانیه وهو عضو المجلس التأسيسي لاتحاد أندية كرة القدم الإيرانية ، وممثل الاتحاد الآسيوي لكرة القدم في لجنة الاستئناف وعضو مؤسس لاتحاد مدیری الأندية.